# 久米田駅
久米田駅（くめだえき）は、大阪府岸和田市大町にある、西日本旅客鉄道（JR西日本）阪和線の駅である。駅番号はJR-R38。

## 歴史
- 1930年（昭和5年）6月16日：阪和電気鉄道の和泉府中駅 - 阪和東和歌山駅（現・和歌山駅）間延伸により開業[1]。
- 1940年（昭和15年）12月1日：南海鉄道に吸収合併され、南海山手線の駅となる[2]。
- 1944年（昭和19年）5月1日：戦時買収により国有化され、運輸通信省（国鉄）阪和線の駅となる[1][2]。
- 1955年（昭和30年）3月：駅舎改築。[3]
- 1961年（昭和36年）10月1日：貨物の取り扱いを廃止[1]。
- 1985年（昭和60年）3月14日：荷物扱い廃止[1]。
- 1987年（昭和62年）4月1日：国鉄分割民営化により、西日本旅客鉄道（JR西日本）の駅となる[1][2]。
- 1993年（平成5年）7月1日：阪和線運行管理システム（初代）導入。
- 1998年（平成10年）6月4日：自動改札機を設置し、供用開始[4]。
- 2003年（平成15年）11月1日：ICカード「ICOCA」の利用が可能となる[5]。
- 2013年（平成25年）9月28日：阪和線運行管理システムを2代目のものに更新。
- 2018年（平成30年）3月17日：駅ナンバリングが導入され、使用を開始。
- 2023年（令和5年）9月25日：西口駅舎の使用を開始[6][7]。
- 2024年（令和6年）11月30日：みどりの窓口の営業を終了[8]。

## 駅構造
相対式ホーム2面2線を有する地上駅。かつては絶対信号機をもたない停留所であったが、阪和線運行管理システムの更新に伴い、踏切長時間鳴動対策のために駅前後の信号機が絶対信号機となったため、停留所ではなくなった。また保線用の側線が駅の和歌山寄りから各ホーム裏側へ分岐している。これは、元々当駅が2面4線の待避可能駅で、阪和電気鉄道時代より速達列車の待避を行っていたことと、春木競馬場輸送で臨時列車を運転したり急行の臨時停車（1931年のみ特急も臨時停車。その後列車の増発によって臨時運転は実施されなくなる）を行っていたためであったが、南海時代に山手線での競馬輸送を取りやめ、国鉄時代に待避線の機能を和泉府中駅と東岸和田駅に集約したため撤去した。駅舎は和歌山方面行ホームの天王寺寄りに東口が、天王寺方面行ホームの天王寺寄りに西口があり、両ホームは跨線橋で連絡している。
便所は改札内にあり、男女別の水洗式。以前は男女共用であったが、跨線橋へのエレベータ設置工事に合わせて増改築されバリアフリー仕様のトイレも設置された。
和泉府中駅が管理している直営駅で、ICカード「ICOCA」を利用することができる（相互利用可能ICカードはICOCAの項を参照）。

### のりば
| のりば | 路線   | 方向 | 行先                       |
| ------ | ------ | ---- | -------------------------- |
| 1      | 阪和線 | 下り | 熊取・関西空港・和歌山方面 |
| 2      | 阪和線 | 上り | 鳳・天王寺・大阪方面       |

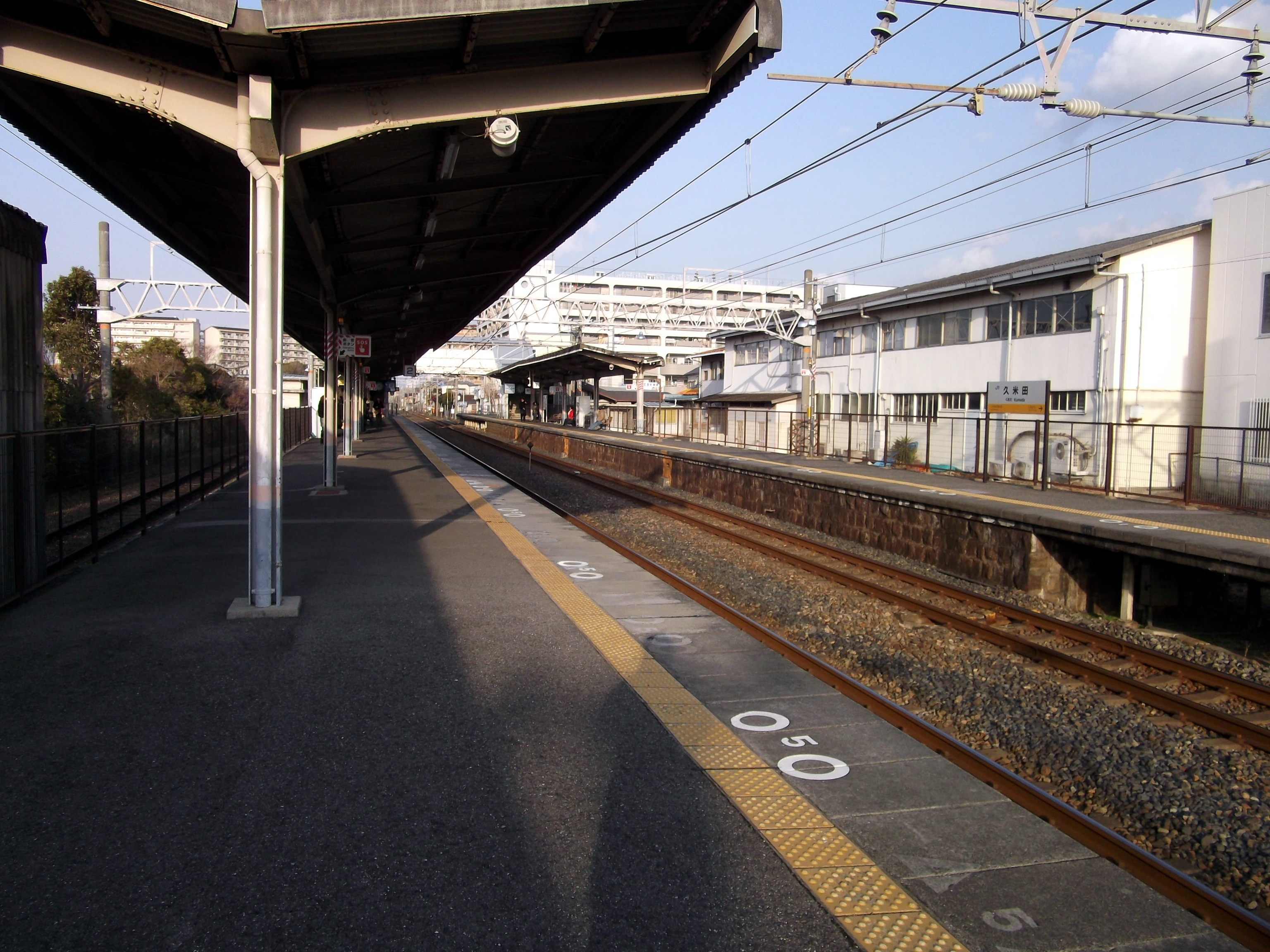
上りホーム （2011年1月）
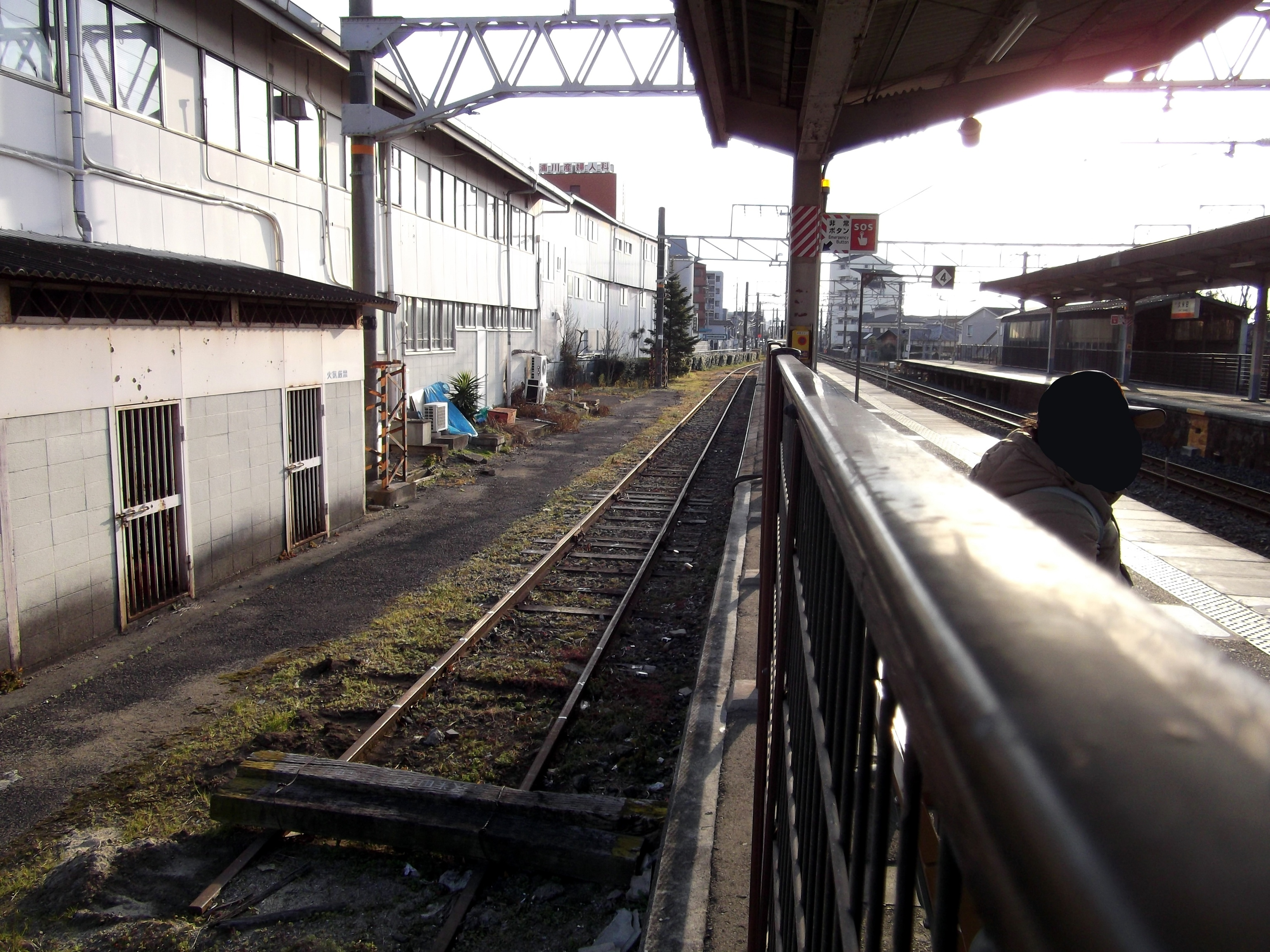
下りホームの保線用線路（2011年1月）
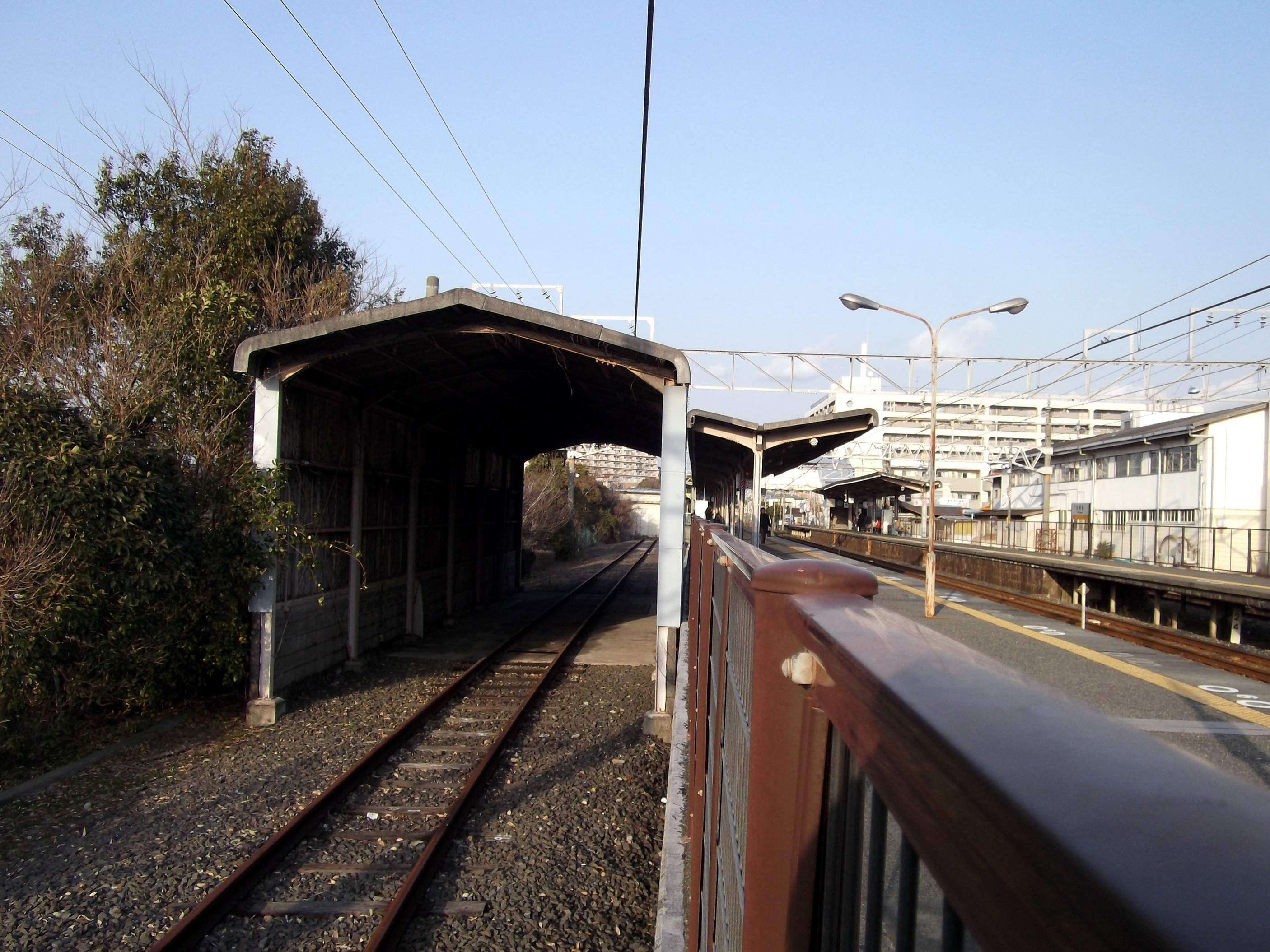
上りホームの保線用線路（2011年1月）

## 利用状況
2023年（令和5年）度の一日平均乗車人員は5,756人である。阪和線の快速通過駅かつ区間快速の各駅停車区間内では、利用者数が最も多い。1990年度までは同じ岸和田市内の東岸和田駅よりも多く、同市内で最多の駅でもあった。
各年度の1日の平均乗車人員は以下の通りである。
| 年度               | 1日平均 乗車人員 | 出典          |
| ------------------ | ---------------- | ------------- |
| 1988年（昭和63年） | 8,905            | [ 大阪府 1 ]  |
| 1989年（平成元年） | 9,167            | [ 大阪府 1 ]  |
| 1990年（平成02年） | 9,347            | [ 大阪府 2 ]  |
| 1991年（平成03年） | 9,472            | [ 大阪府 3 ]  |
| 1992年（平成04年） | 9,496            | [ 大阪府 4 ]  |
| 1993年（平成05年） | 9,245            | [ 大阪府 5 ]  |
| 1994年（平成06年） | 9,050            | [ 大阪府 6 ]  |
| 1995年（平成07年） | 8,762            | [ 大阪府 7 ]  |
| 1996年（平成08年） | 8,536            | [ 大阪府 8 ]  |
| 1997年（平成09年） | 8,056            | [ 大阪府 9 ]  |
| 1998年（平成10年） | 7,660            | [ 大阪府 10 ] |
| 1999年（平成11年） | 7,408            | [ 大阪府 11 ] |
| 2000年（平成12年） | 7,337            | [ 大阪府 12 ] |
| 2001年（平成13年） | 7,257            | [ 大阪府 13 ] |
| 2002年（平成14年） | 7,129            | [ 大阪府 14 ] |
| 2003年（平成15年） | 7,114            | [ 大阪府 15 ] |
| 2004年（平成16年） | 7,072            | [ 大阪府 16 ] |
| 2005年（平成17年） | 6,972            | [ 大阪府 17 ] |
| 2006年（平成18年） | 7,020            | [ 大阪府 18 ] |
| 2007年（平成19年） | 6,991            | [ 大阪府 19 ] |
| 2008年（平成20年） | 6,968            | [ 大阪府 20 ] |
| 2009年（平成21年） | 6,759            | [ 大阪府 21 ] |
| 2010年（平成22年） | 6,885            | [ 大阪府 22 ] |
| 2011年（平成23年） | 6,959            | [ 大阪府 23 ] |
| 2012年（平成24年） | 7,023            | [ 大阪府 24 ] |
| 2013年（平成25年） | 7,035            | [ 大阪府 25 ] |
| 2014年（平成26年） | 6,899            | [ 大阪府 26 ] |
| 2015年（平成27年） | 6,926            | [ 大阪府 27 ] |
| 2016年（平成28年） | 6,827            | [ 大阪府 28 ] |
| 2017年（平成29年） | 6,823            | [ 大阪府 29 ] |
| 2018年（平成30年） | 6,674            | [ 大阪府 30 ] |
| 2019年（令和元年） | 6,613            | [ 大阪府 31 ] |
| 2020年（令和02年） | 5,286            | [ 大阪府 32 ] |
| 2021年（令和03年） | 5,434            | [ 大阪府 33 ] |
| 2022年（令和04年） | 5,672            | [ 大阪府 34 ] |
| 2023年（令和05年） | 5,756            | [ 大阪府 35 ] |

## 駅周辺
旧来からの駅舎がある東側は、駅前から久米田寺の参道となる商店街が東伸している。西側には駅舎とともに整備された駅前広場を経て田畑や住宅地が広がり、800m程で国道26号に至る。
また、国道26号の前後にはかつて春木競馬場が位置していたため、阪和電気鉄道時代には競馬観客の輸送も行っていたが、これは南海山手線になったと同時に取り止めとなり、それを買収した国鉄でも競馬客輸送を行わなかった。
- 東側
  - 久米田寺
  - 久米田池
  - 貝吹山古墳（諸兄塚）
  - 岸和田市立久米田中学校
  - 岸和田市立八木小学校
  - 岸和田市立八木南小学校
  - 久米田病院
  - 久米田看護専門学校
  - 岸和田小松里郵便局
  - 岸和田西大路郵便局
  - 岸和田池尻郵便局
  - りそな銀行久米田支店
  - 池田泉州銀行久米田支店
  - 久米田駅前商店街
  - 魚べい岸和田店
  - マクドナルド岸和田久米田店
  - エバグリーン岸和田久米田店
  - スーパーサンエー久米田店
  - 焼きたてのかるび岸和田久米田店
  - コープ久米田

- 西側
  - 夜疑神社
  - 大阪府立久米田高等学校
  - 岸和田市立新条小学校
  - 岸和田市立八木北小学校
  - 岸和田荒木郵便局
  - 紀陽銀行久米田支店
  - 岸和田市中央公園
  - シティホール岸和田
  - 岸和田グランドホール
  - かに道楽岸和田店
  - くら寿司小松里店
  - スシロー岸和田店
  - ビッグエコー岸和田店
  - ラーメン横綱岸和田店

## バス路線
南海ウイングバスが乗り入れるが、駅前バスターミナルが存在しないため、幹線道路沿いの停留所の形で、複数個所に分散している。
久米田駅前
（大阪府道231号春木大町線沿い、大町交差点近くの踏切付近）
- 東ヶ丘線
  - 661・663：和泉中央駅
  - 662・664：岸和田駅前
    - この停留所を発着する系統は、両方向とも1時間に1本程度の運行となる。但し、平日は665・666系統が運行される時間帯を除く。

久米田駅前
（大阪府道30号大阪和泉泉南線沿い、久米田駅前交差点付近）
- 東ヶ丘線
  - 665系統：和泉中央駅
  - 666系統：岸和田駅前
    - この停留所を発着する系統は平日のみ1本ずつの運行となる。

久米田
（岸和田市道久米田山滝線沿い、亀井病院・NTT西日本山直ビル前）※駅から南へ約300m離れている。
- 牛滝線
  - 611系統：牛滝山
  - 613系統：白原車庫
    - 日中は内畑まで1時間に1本程度の運行。その先は牛滝山行きが1日数本で、他は白原車庫行きとなる。

  - 611・613系統：岸和田駅前
    - 日中は1時間に1本程度の運行。

## 隣の駅
西日本旅客鉄道（JR西日本）
 阪和線
■関空快速・■紀州路快速・■快速・■直通快速
通過
■区間快速・■普通
和泉府中駅 (JR-R37) - 久米田駅 (JR-R38) - 下松駅 (JR-R39)

### 記事本文

### 利用状況
1. ↑  大阪府統計年鑑 - 大阪府

大阪府統計年鑑
1. 1 2  大阪府統計年鑑（平成2年） (PDF)
2. ↑  大阪府統計年鑑（平成3年） (PDF)
3. ↑  大阪府統計年鑑（平成4年） (PDF)
4. ↑  大阪府統計年鑑（平成5年） (PDF)
5. ↑  大阪府統計年鑑（平成6年） (PDF)
6. ↑  大阪府統計年鑑（平成7年） (PDF)
7. ↑  大阪府統計年鑑（平成8年） (PDF)
8. ↑  大阪府統計年鑑（平成9年） (PDF)
9. ↑  大阪府統計年鑑（平成10年） (PDF)
10. ↑  大阪府統計年鑑（平成11年） (PDF)
11. ↑  大阪府統計年鑑（平成12年） (PDF)
12. ↑  大阪府統計年鑑（平成13年） (PDF)
13. ↑  大阪府統計年鑑（平成14年） (PDF)
14. ↑  大阪府統計年鑑（平成15年） (PDF)
15. ↑  大阪府統計年鑑（平成16年） (PDF)
16. ↑  大阪府統計年鑑（平成17年） (PDF)
17. ↑  大阪府統計年鑑（平成18年） (PDF)
18. ↑  大阪府統計年鑑（平成19年） (PDF)
19. ↑  大阪府統計年鑑（平成20年） (PDF)
20. ↑  大阪府統計年鑑（平成21年） (PDF)
21. ↑  大阪府統計年鑑（平成22年） (PDF)
22. ↑  大阪府統計年鑑（平成23年） (PDF)
23. ↑  大阪府統計年鑑（平成24年） (PDF)
24. ↑  大阪府統計年鑑（平成25年） (PDF)
25. ↑  大阪府統計年鑑（平成26年） (PDF)
26. ↑  大阪府統計年鑑（平成27年） (PDF)
27. ↑  大阪府統計年鑑（平成28年） (PDF)
28. ↑  大阪府統計年鑑（平成29年） (PDF)
29. ↑  大阪府統計年鑑（平成30年） (PDF)
30. ↑  大阪府統計年鑑（令和元年） (PDF)
31. ↑  大阪府統計年鑑（令和2年） (PDF)
32. ↑  大阪府統計年鑑（令和3年） (PDF)
33. ↑  大阪府統計年鑑（令和4年） (PDF)
34. ↑  大阪府統計年鑑（令和5年） (PDF)
35. ↑  大阪府統計年鑑（令和6年） (PDF)